# John Zerzan
John Zerzan (Salem, 10 agosto 1943) è un anarchico, filosofo e storico statunitense, teorico del primitivismo.

## Biografia
Zerzan ha scritto numerosi articoli e saggi di opposizione radicale ad ogni forma di civilizzazione, in particolare individuandone le basi da refutare nei concetti di agricoltura, linguaggio, pensiero simbolico (numero e arte) e tempo. Zerzan avversa l'oppressione intrinseca alla civilizzazione e propone la riconquista di una libertà primordiale ispirata ad un modello di vita preistorico basato su caccia e raccolta, caratterizzato da egualitarismo sociale e abbondanza di tempo libero, oltre che da un maggior benessere fisico e psichico. I suoi libri più significativi sono: Elements of Refusal (1988), Future Primitive and Other Essays (1994), Against Civilization: A Reader (1998) e Running on Emptiness (2002).
Zerzan individua nell'avvento della civiltà l'origine di ogni forma di potere, ciò che ha condotto alla domesticazione dell'uomo, degli animali e dell'ambiente. Si tratta di una macchina sociale che ha introdotto il principio della proprietà, della divisione del lavoro, della legge. Tale struttura si regge attraverso l'ausilio di alcuni artifici (reificazione) per la rappresentazione astratta della realtà, quali il tempo, il linguaggio, la scrittura, il numero, la religione (funzionali all'esigenza della classe dominante di stabilire i confini delle proprietà, i ritmi di lavoro, la codificazione delle norme). È infatti l'agricoltura una delle prime e fondamentali manifestazioni della civiltà. Rispetto a una fase antecedente, nella quale uomini e donne erano liberi raccoglitori-cacciatori, essi vivono alienati, estraniati dal proprio ambiente e dalla necessità di soddisfazione dei propri bisogni.
La tecnologia è invece esclusivamente lo strumento di lavoro indispensabile alla produzione delle merci e della conservazione dell'impalcatura sociale; pertanto la tecnologia non nasce come mezzo neutrale. La tecnologia inoltre modifica l'ambiente, il modo di vivere degli esseri umani e l'uomo stesso, fra l'altro, rendendolo dipendente delle macchine.
Per tutte queste considerazioni Zerzan differisce dai pensatori anarchici della seconda metà dell'Ottocento e da Karl Marx (pur condividendone l'analisi sul capitalismo), ritenendo che essi si limitino a sostituire un modello di società con un altro, per quanto alternativo, che non scardina le strutture portanti della civiltà. Zerzan collabora con la rivista di critica radicale Fifth Estate.

## Opere
- Questioning Technology - (1988), (ISBN 0-86571-205-0)
- Elements of Refusal - (1988), (ISBN 0-939306-08-5). Traduzione italiana: Primitivo Attuale, Stampa Alternativa, Roma 2004 (ISBN 88-7226-793-5)
- Future Primitive and Other Essays - (1994), (ISBN 1-57027-000-7). Traduzione italiana: Futuro Primitivo, Nautilus, Torino 2001
- Against Civilization - (1999), (ISBN 0-922915-98-9)
- Running On Emptiness - (2002), (ISBN 0-922915-75-X). Traduzione italiana: Senza via di scampo? Riflessioni sulla fine del mondo, Arcana, Roma 2007 (ISBN 978-88-7966-440-0)
- Apocalittici o liberati? Che cos'è il primitivismo, Stampa alternativa, 2004.
- Dizionario primitivista. Critica primitivista della civilizzazione, Nautilus, Torino 2004
- Ammazzare il tempo, Nautilus, Torino 2006
- Twilight of the Machines - (2007). Traduzione italiana: Il crepuscolo delle macchine, Nautilus, Torino, 2012
- Origins: A John Zerzan Reader - (2010), (ISBN 889613014X). Traduzione italiana: Pensare primitivo. Elementi di una catastrofe, Bepress, Lecce 2010 (ISBN 978-88-96130 14-8)